# Nishi juitchome (métro de Sapporo)
Nishi juitchome (西11丁目駅, Nishi-jūitchōme-eki) est une station du métro de Sapporo au Japon. Elle est située dans l'arrondissement de Chūō à Sapporo.

## Situation sur le réseau
Établie en souterrain, la station est située au point kilométrique (PK) 7,5 de la ligne Tōzai entre la station Nishi juhatchome, en direction du terminus nord-ouest Miyanosawa, et la station Odori, en direction du terminus sud-est Shin Sapporo.

## Histoire
La station a été inaugurée le 10 juin 1976.

## Services aux voyageurs

### Accès et accueil
La station est ouverte tous les jours.

### Desserte
- Ligne Tōzai :
  - voie 1 : direction Shin Sapporo
  - voie 2 : direction Miyanosawa

Installations et desserte
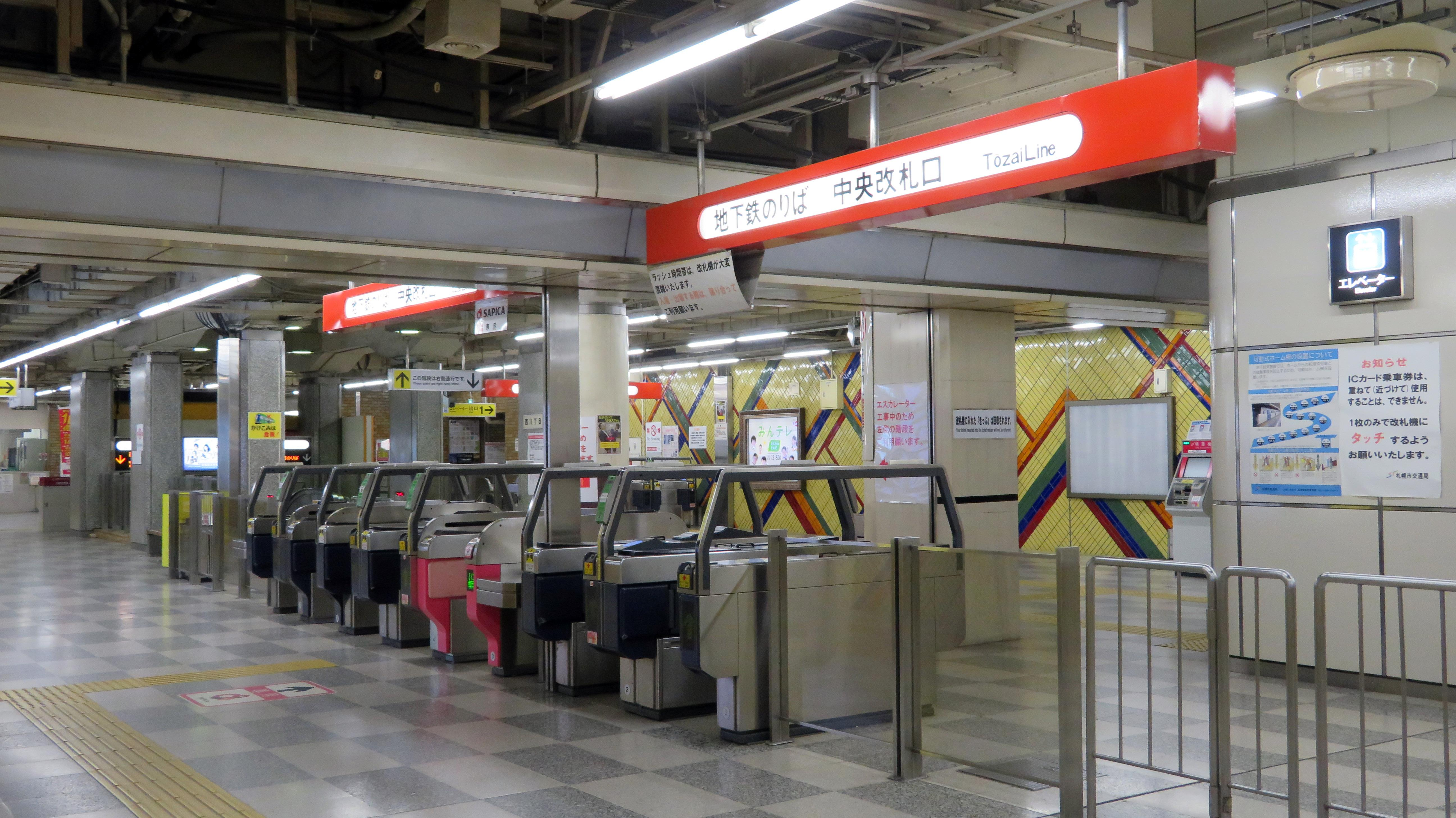
Ligne de contrôle.
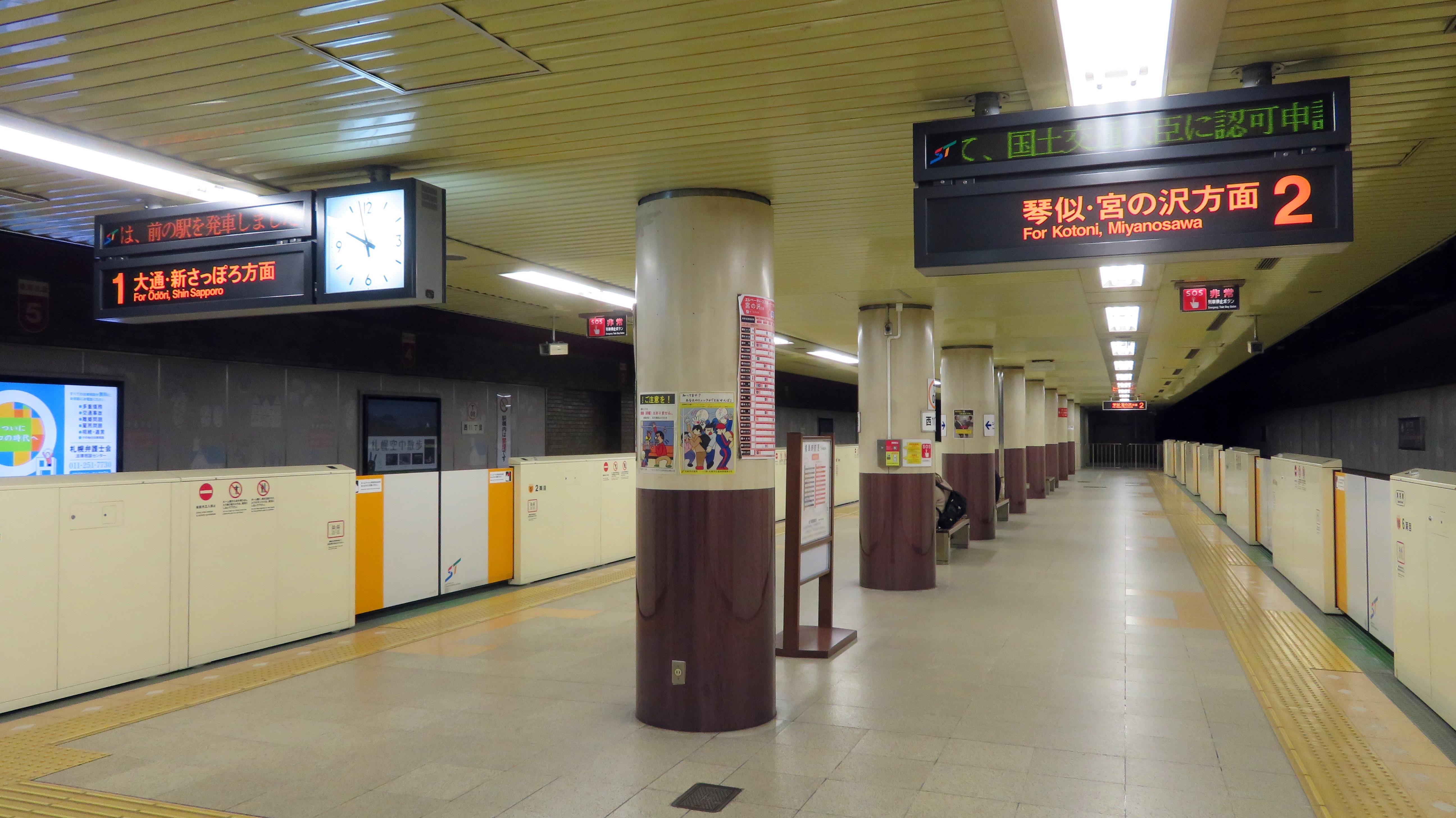
Vue du quai central

### Intermodalité
Le tramway de Sapporo passe à proximité de la station, à Chuo kuyakusho mae.